# Anna Kossowska
Anna Dobrochna Kossowska (ur. 7 marca 1943 w Piasecznie, zm. 4 czerwca 2019 w Warszawie) – polska socjolożka i kryminolożka, doktor habilitowana nauk prawnych, docent Instytutu Nauk Prawnych PAN, profesor Uniwersytetu Warszawskiego i innych uczelni, specjalność naukowa: kryminologia.

## Życiorys

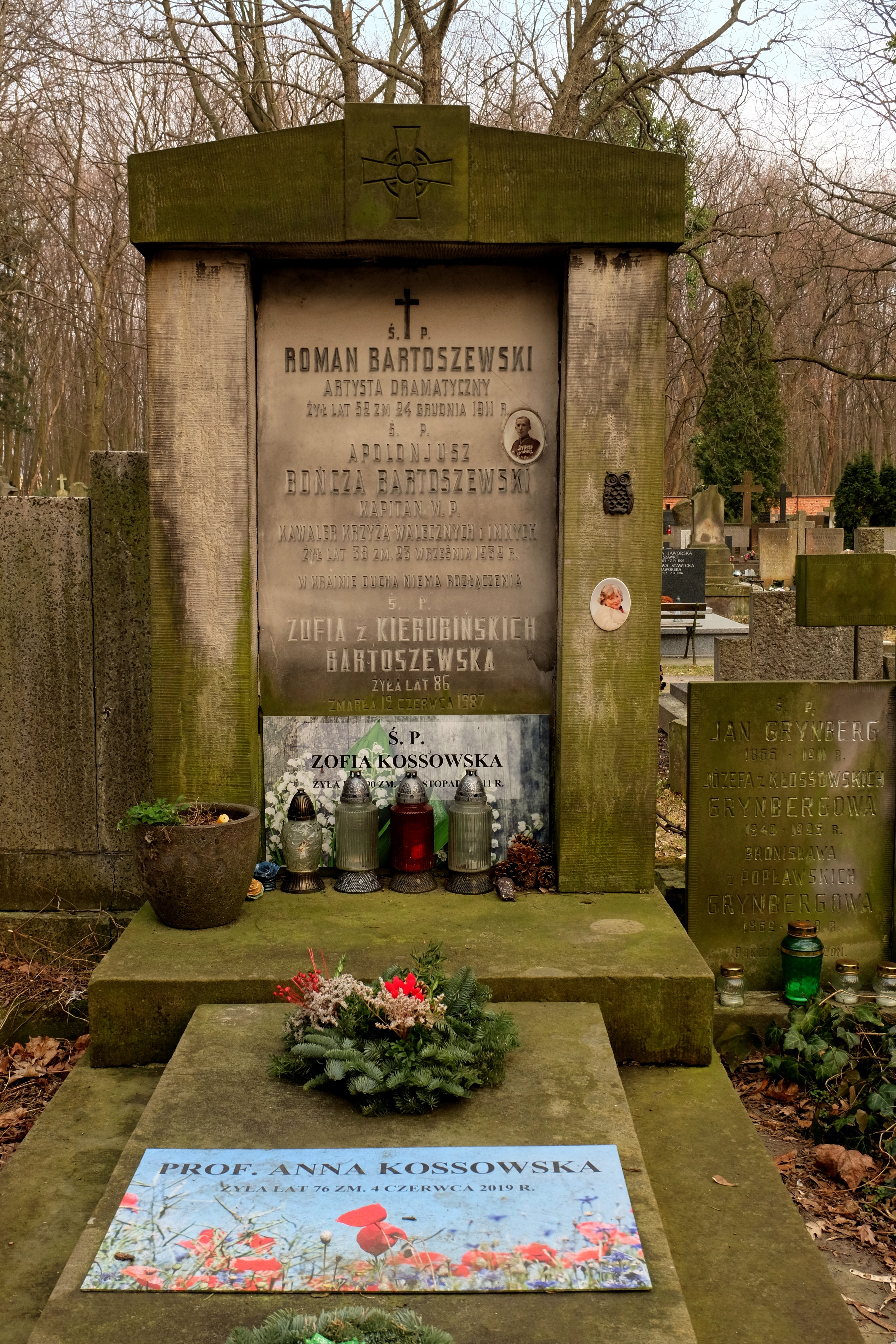
Grób prof. Anny Kossowskiej na Cmentarzu Powązkowskim w Warszawie

Córka Zbigniewa i Zofii. Ukończyła Liceum im. Królowej Jadwigi w Warszawie oraz studia socjologiczne na Uniwersytecie Warszawskim (1966). W 1976 doktoryzowała się na podstawie dysertacji Przestępczość na terenie Warszawy – analiza ekologiczna. W 1993 w Instytucie Nauk Prawnych PAN na podstawie dorobku naukowego oraz monografii pt. Funkcjonowanie kontroli społecznej – analiza kryminologiczna otrzymała stopień doktor habilitowanej nauk prawnych w dyscyplinie prawo. Została docentem w Instytucie Nauk Prawnych Polskiej Akademii Nauk, profesorem w Europejskiej Wyższej Szkole Prawa i Administracji w Warszawie (Wydział Prawa; Katedra Prawa Karnego), w Akademii Leona Koźmińskiego (Katedra Prawa Karnego), w Wyższej Szkole Przedsiębiorczości i Zarządzania im. Leona Koźmińskiego (Katedra Prawa Karnego) i w Uniwersytecie Warszawskim (Wydział Stosowanych Nauk Społecznych i Resocjalizacji; Instytut Profilaktyki Społecznej i Resocjalizacji).
Była prezeską Polskiego Towarzystwa Kryminologicznego im. prof. Stanisława Batawii.